# Мидия (Турция)
Вижте пояснителната страница за други значения на Мидия.
Мидия (на турски: Kıyıköy, Къйъкьой, старо: Midye, Midieh, на гръцки: Μήδεια, Мидия) е градче в Лозенградския вилает (Къркларели), Източна Тракия, Турция. Има население от 2248 души според преброяването от 2000 г.

## География
Градчето е разположено на брега на Черно море и има малък плаж. Край града има гъсти (главно дъбови) гори, от юг и от север е заобиколен от реките Казан дере и Пабуч дере, вливащи се в морето и подходящи за риболов, плаване с лодки и плуване.
На 18 км южно покрай Черно море се намира природен резерват „Залив Касатура“, подслонил девствени гори и плаж. В резервата е единствената горичка от черен бор в Европейска Турция (Pinus nigra). Жителите на града се препитават главно от риболов и горско стопанство, както и от туризъм през лятото.

## История
Мидия е основана в Античността от гръцки колонисти под името Салмидес.
В началото на 20 век Мидия е гръцко градче. Според статистиката на професор Любомир Милетич през 1912 година в града живеят 300 гръцки семейства.
При избухването на Балканската война в 1912 година един човек е доброволец в Македоно-одринското опълчение. През войната Мидия е превзет от българската армия. Градът става крайна точка на линията Мидия - Енос – територията, която според Лондонския мирен договор Османската империя отстъпва на страните от Балканския съюз. Гръцкото население на Мидия е изселено през 1920-те години.
Мидия става община през 1987 година.

## Други
На Мидия е наречена улица в квартал „Стрелбище“ в София (Карта).

## Личности
Родени в Мидия
- Алексос Йосифов Лекопулос (1886 – ?), македоно-одрински опълченец, 2 рота на Лозенградската партизанска дружина[3]